# Arte culinario

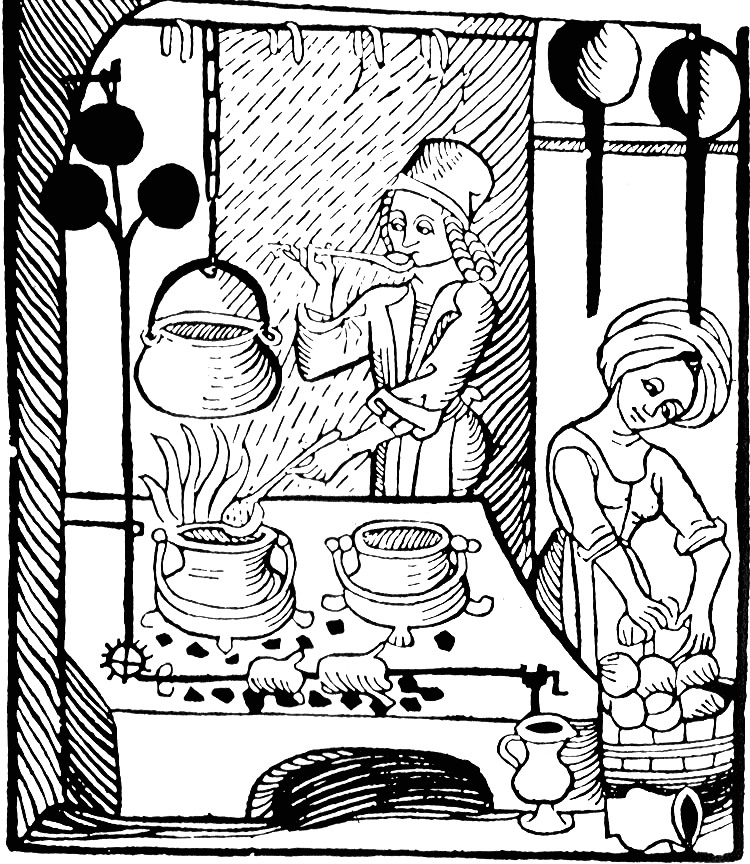
Cocina medieval con estufa y asador (1505)

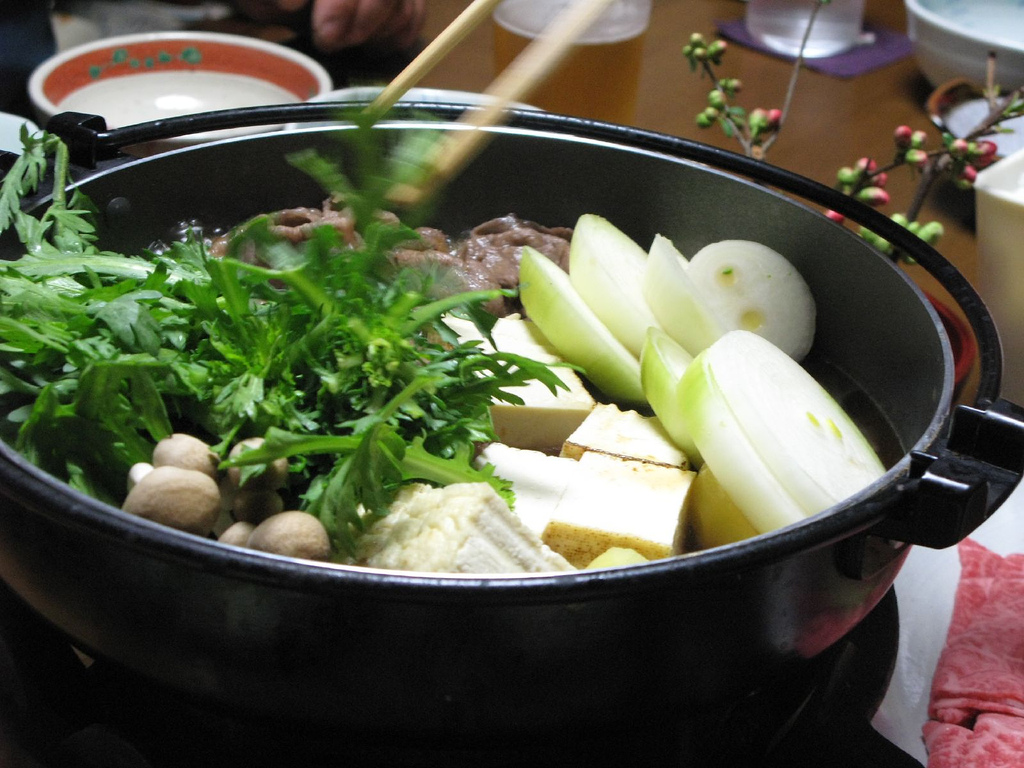
Plato de sukiyaki

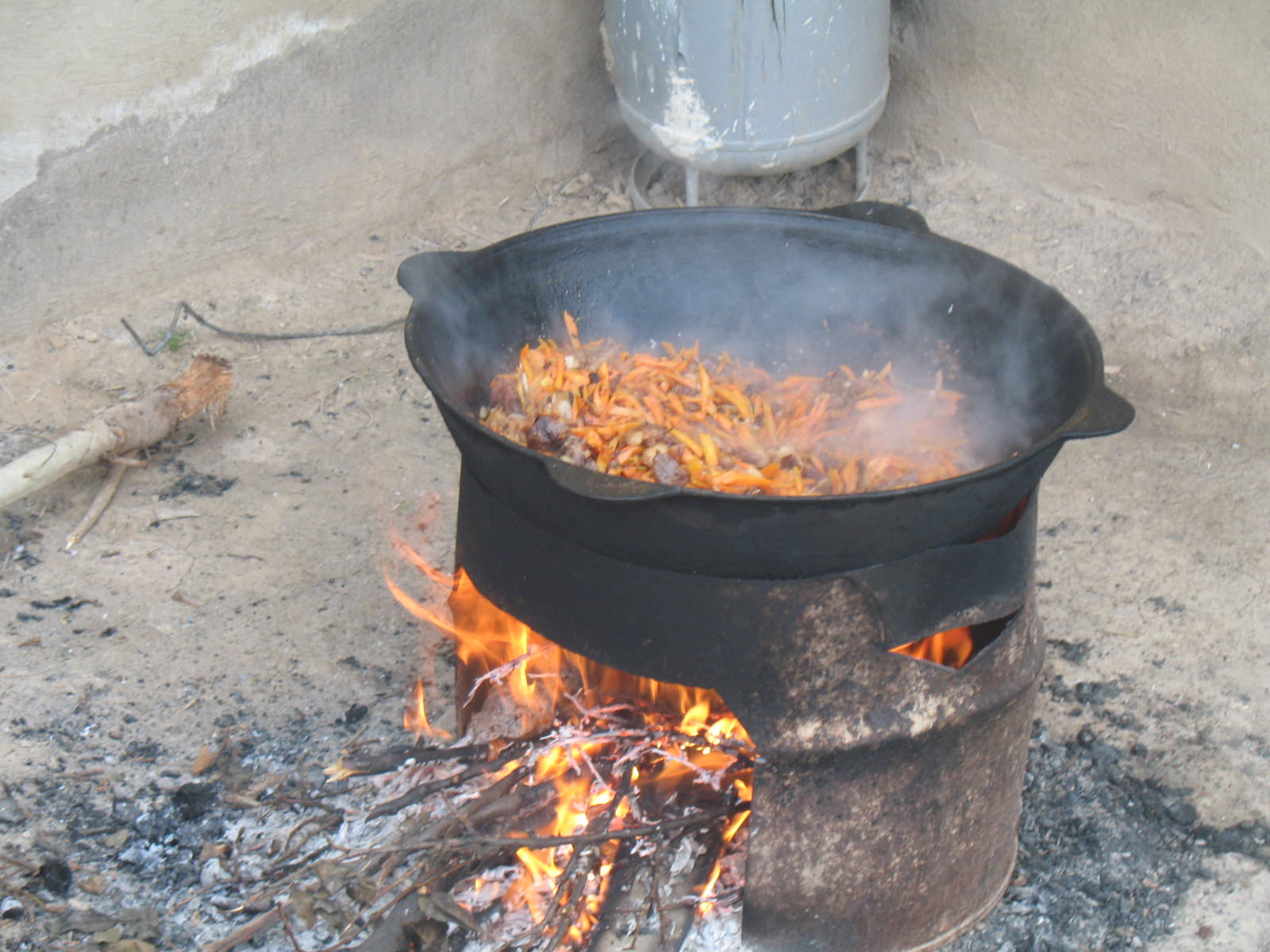
Pilaf cocinándose en un kazan

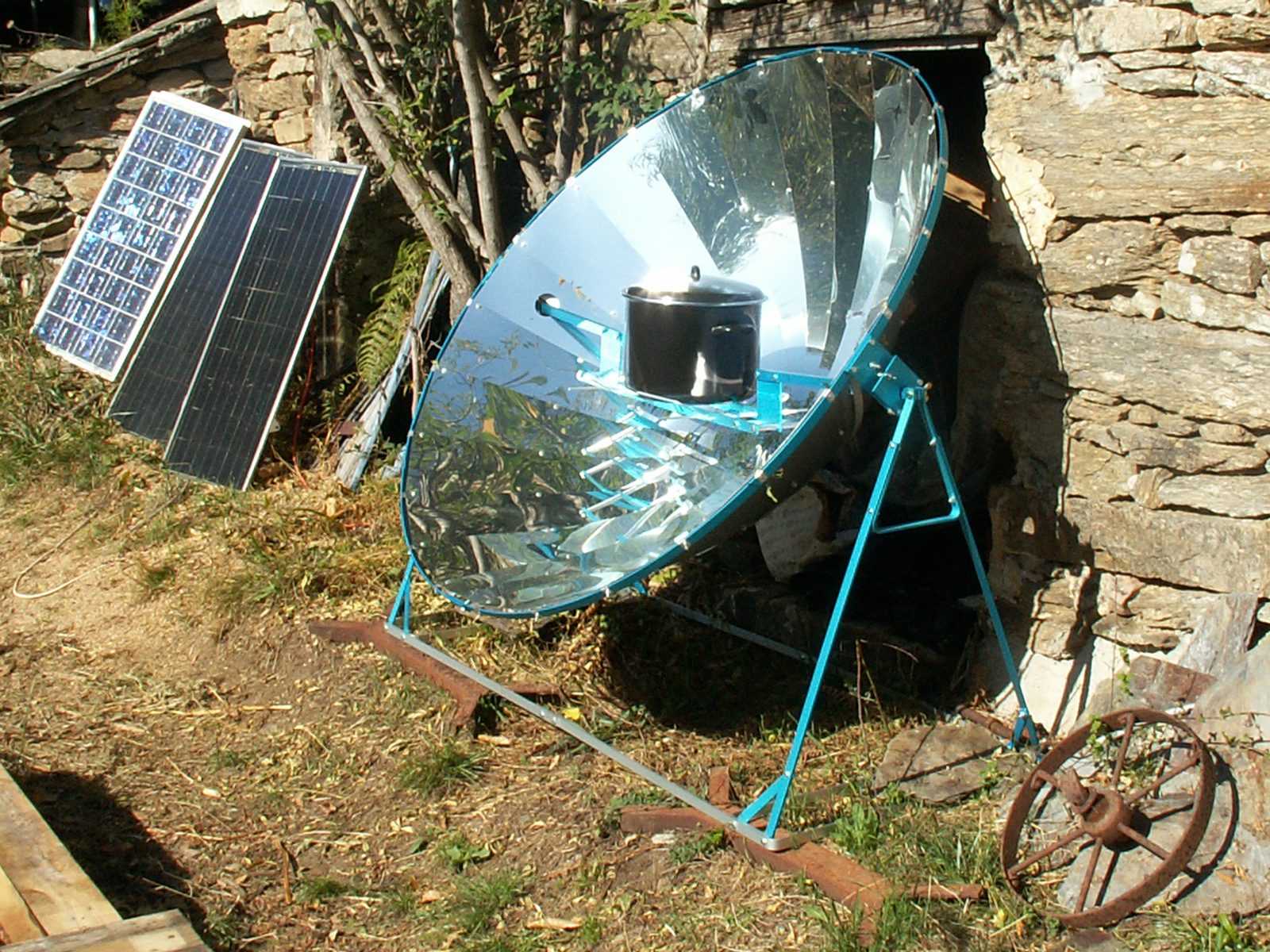
Cocina solar parabólica

La culinaria o arte culinario es una forma creativa de preparar los alimentos y depende mucho de la cultura, en términos de conocimientos respecto a los alimentos, su forma de prepararlos, así como de los rituales sociales establecidos alrededor de la comida. No hay que confundirlo con la gastronomía, que englobaría a esta en un campo más general dedicado a todo lo relacionado con la alimentación.
Existe un arte culinario característico en cada pueblo, cultura y región. Hoy en día con el fenómeno de la globalización, con la continua comunicación de millones de personas y la influencia de los medios de comunicación, así como del comercio han conducido a un mayor conocimiento y aprecio de las cocinas foráneas, y una mayor facilidad para acceder a su preparación. Sin embargo, una gran mayoría de esas recetas y sus variaciones tienen sus orígenes en las cocinas tradicionales desarrolladas a lo largo de mucho tiempo, con rituales de preparación transmitidos a lo largo de muchas generaciones.
La cocina tradicional es un arte fundamentalmente social, con caracteres locales y tradicionales, pero la sociedad moderna ha conseguido facilitar su elaboración, apoyado por la fácil adquisición de materias primas que se cultivan, a veces, a miles de kilómetros de distancia. Es importante, en la cocina moderna, esta base de distintos orígenes étnicos y culturales.

## Alimentación
Alimentarse consiste en satisfacer las necesidades del organismo en agua, proteínas, lípidos, glúcidos, vitaminas y oligoelementos, para asegurar el crecimiento y mantenimiento del cuerpo según la edad, sexo y grado de actividad física o psíquica.
Los alimentos suministran, pero de manera desequilibrada en relación con las necesidades, las proteínas, lípidos y glúcidos que constituyen una fuente de energía y moléculas necesarias al cuerpo humano, así como vitaminas y otros elementos. Resultando que solo la asociación, equilibrada de alimentos de tipos nutricionales diferentes, asegura los aportes de elementos indispensables.

### Necesidades
Los bebés e infantes necesitan la vitamina D, la cual tendría que ser aportada por la comida pero, al encontrarse esta en baja disponibilidad en la porción cotidiana, se les suele dar complementos vitamínicos.
De igual modo, las mujeres necesitan un 77 % de hierro más que los hombres por las pérdidas menstruales o después del parto, así como más calcio en la menopausia, para evitar en lo posible la aparición de osteoporosis.
De forma similar, la ración hídrica varía de la misma forma que los aportes energéticos. Un cuarto del almacenamiento de agua extracelular es renovado diariamente en los bebés y solo una séptima parte en el adulto.

## Arte culinario
Es el arte de preparar y cocinar los alimentos. Esto incluye la variedad de productos típicos de una zona, la manera en que se cocinan, la presentación de la comida, la fotografía, la hotelería, los restaurantes, y mucho más. Podemos decir que las Artes Culinarias son una expresión de las ideas artísticas a través de alimentos o medios relacionados con la alimentación.
Con relación a la hotelería y los restaurantes, el arte culinario genera una impresión en los clientes o comensales, pues se espera que los platillos de la selección o menú se preparen de acuerdo a altos estándares de calidad, con todas las precauciones que rigen las normas de higiene y de manipulación de alimentos, y con decoraciones para hacer más atractivo cada tipo de plato.
Con respecto a los servicios ofrecidos por un restaurante de hotel o como establecimiento independiente, estos deben ser dirigidos por profesionales de las artes culinarias: chefs o cocineros que tengan los debidos conocimientos de su área, para dirigir, capacitar e incluso ayudar a preparar los platos al personal de cocina.

### En qué nos ayuda
- Para conocer más sobre la cocina.
- Para intentar garantizar la salud de los consumidores, se transforman y asocian alimentos variados.
- Para suministrar alimentos variables según las necesidades de cada individuo.
- Para poder proponer regímenes nutricionales específicos en función de cada enfermedad.

### La preparación de las comidas
El tipo de cocina depende, del cocinero, de los ingredientes y de las costumbres u obligaciones culturales, éticas, médicas o religiosas para unos alimentos en concreto.
Se dice entonces, que algunos alimentos (casi todos) deben pasar por un proceso llamado cocción, que es la aplicación de calor u otras técnicas para conservar y modificar su sabor, color y textura; de esta manera serán estos aptos para el consumo humano.
Para que un alimento sea parte íntegra del modo de alimentación tendrá que estar fácilmente disponible, en cantidad adaptada a las necesidades humanas y, a ser posible, a buen precio.
Como el hombre se nutre, no solamente para asegurar su crecimiento y desarrollo sino también por placer, los alimentos tendrán que tener a menudo unas calidades gustativas, las cuales cambian según las sociedades. Comer es también un acto social, algunas personas intentan no comer ciertos alimentos por su imagen desvalorizante (el aceite de colza después de la Primera Guerra Mundial), buscan unos más raros y caros (el foie gras o el caviar) o rivalizan de imaginación para preparar algún plato de manera compleja, apetitosa y visualmente satisfactoria.
La cocina es además el soporte y manifestación de alguna posición religiosa y hasta política. Así, algunas costumbres culturales o algunas religiones han puesto tabúes sobre ciertos alimentos o preparaciones.
Los alimentos y modos de preparación elegidos dependen de los principios de cada consumidor. Buscar alimentos con etiqueta de calidad o Denominación de Origen, de agricultura biológica o el rehusar comer alimentos de origen animal (vegetarianos, por ejemplo) viene a menudo de una elección ética, igual que el deseo de no violencia a los animales, o para no imponer un impacto tan grande para la biosfera (desde el punto de vista energética, la producción de 1 kilo de proteínas animales resulta más cara que la misma cantidad de proteínas vegetales). Estas posiciones son muy defendidas por los ecologistas, véase también macrobióticos.
La elección inicial de los alimentos depende de múltiples variables: antes, el primer factor fue el de la disponibilidad, por ejemplo la carne de mamut en una ecorregión al norte de Europa o los períodos de recolección de los agroalimentos.
Las costumbres y técnicas alimentarias se formaron en torno a esos períodos favorables y de la disponibilidad de los combustibles (madera, carbón).